# Aplosonyx sublaevicollis
Aplosonyx sublaevicollis es un coleóptero de la familia Chrysomelidae. Fue descrita científicamente por primera vez en 1889 por Jacoby.